# Evangelický hřbitov v České Vsi
Evangelický hřbitov v České Vsi se nachází ve Městě Albrechticích, v části Česká Ves. Má půdorys obdélníku a je ohraničen zdí z kamenného
lomového zdiva; jeho rozloha činí 1159 m². Jeho součástí je hranolovitá zvonice a márnice. Byl hřbitovem sloužícím německým evangelíkům. V současnosti se k pohřbívání neužívá.
Založen byl roku 1857. Po odsunu Němců roku 1946 byl opuštěn a chátral. Od roku 2006 je dobrovolnicky renovován a udržován. Na hřbitov byly také přivezeny náhrobky ze zrušeného evangelického hřbitova v Dlouhé Vsi. Je ve vlastnictví pobočného spolku Hnutí DUHA Jeseníky.

## Galerie

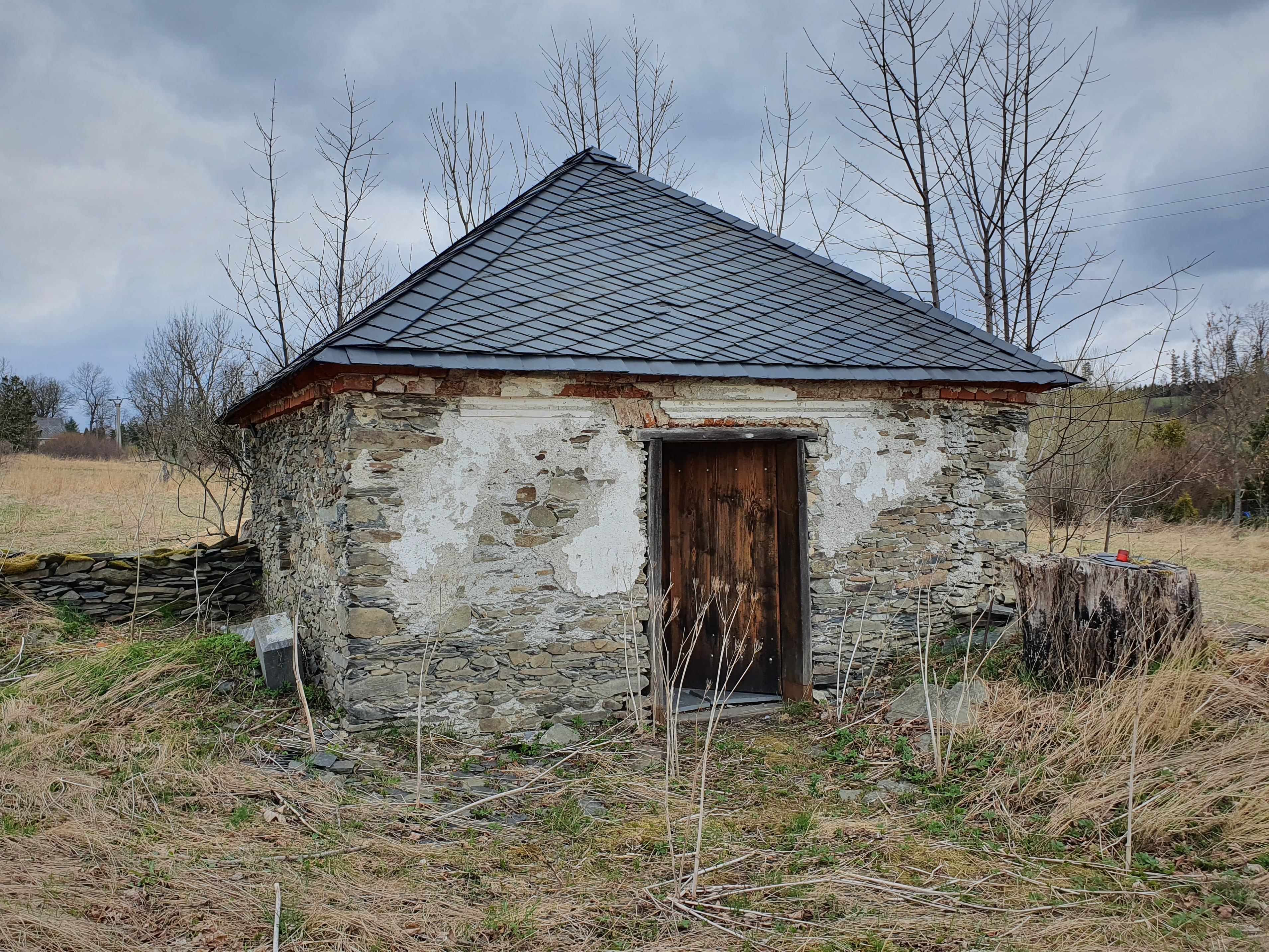
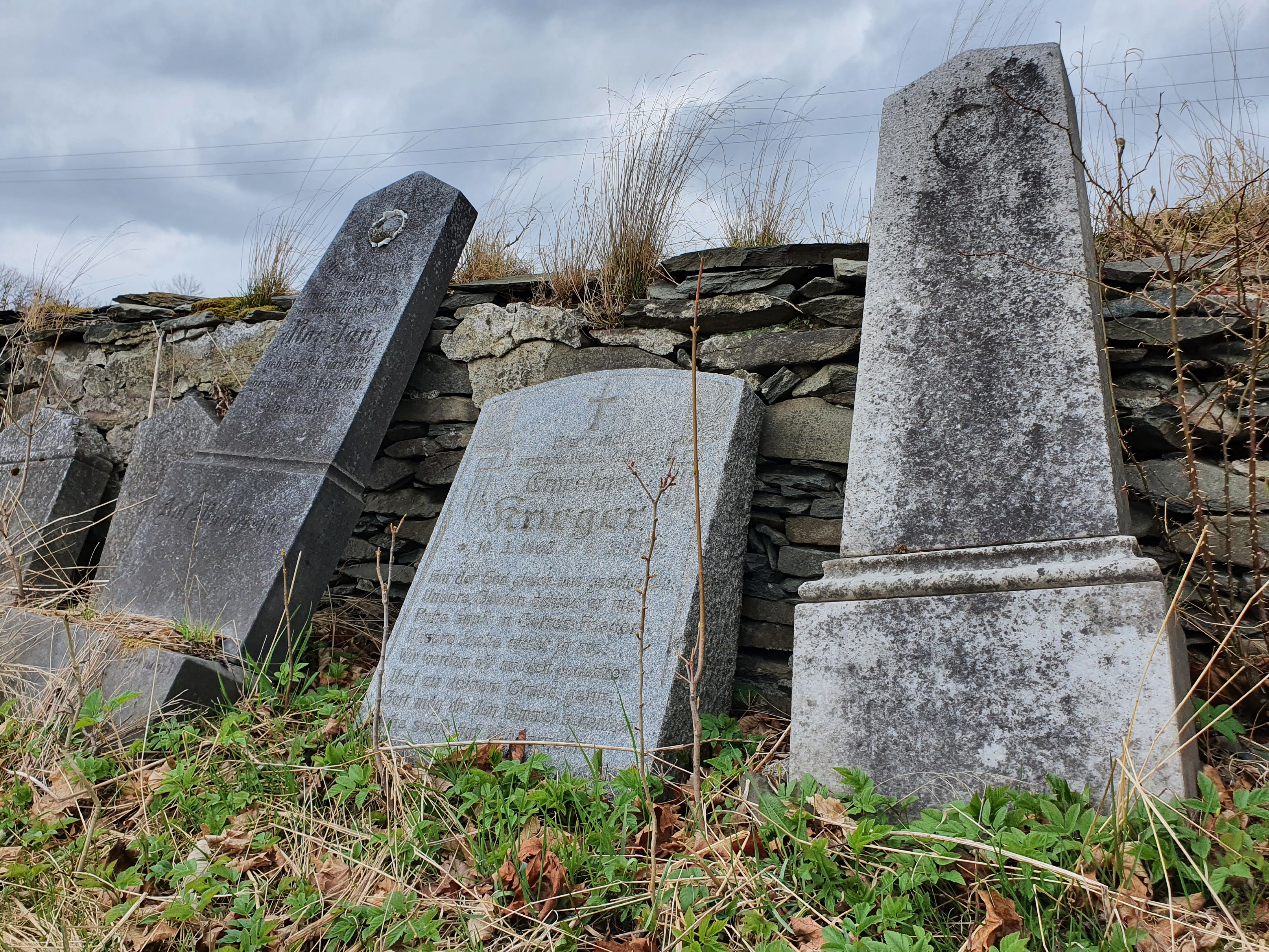
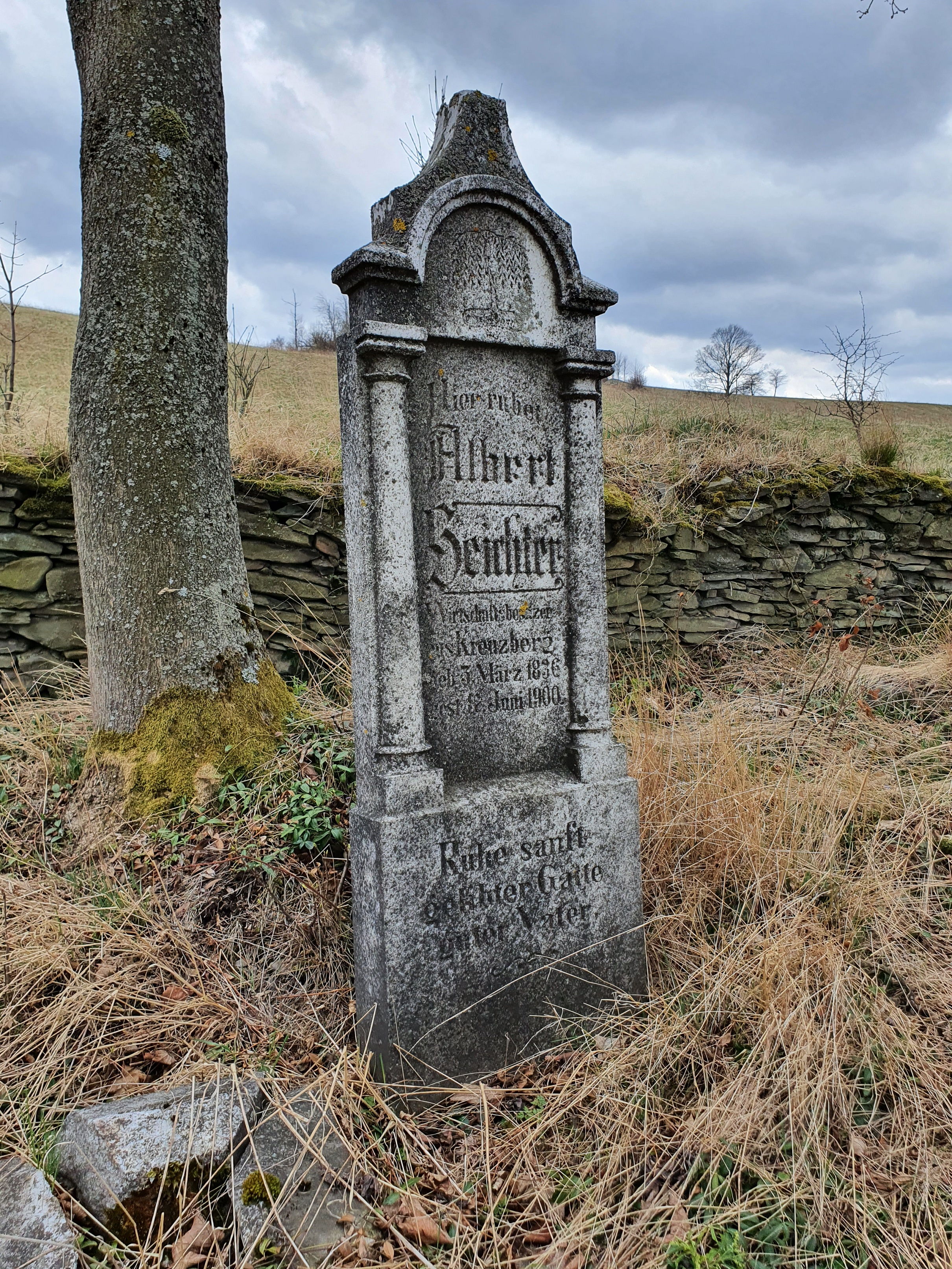